# Holunderküsschen
Holunderküsschen ist ein Liebesroman der deutschen Autorin Martina Gercke (* 1963). Der Roman erschien zunächst im November 2011 als E-Book im Selbstverlag bei Amazon, entwickelte sich dort zu einem Bestseller und wurde im Folgejahr vom mvg Verlag verlegt. Die Auslieferung des Romans wurde jedoch wegen Plagiatsvorwürfen am 29. November 2012 gestoppt.

## Inhalt
Die 29-jährige Julia Zoe Löhmer erwischt ihren Verlobten Johann beim Betrügen. Völlig schockiert und verzweifelt geht Julia in eine Bar und genehmigt sich einen Drink. Sie fasst den Entschluss, nach Hamburg zu ihrer besten Freundin Katja Völkers zu fahren. Ziemlich angetrunken und völlig fertig steigt sie in den Zug. In ihrem Schlafabteil trifft sie den charmanten Benjamin Wagner, sie erzählt ihm alles Mögliche und übergibt sich auf seine Chucks. Am nächsten Morgen erwacht sie nüchtern und schämt sich für ihr Verhalten von letzter Nacht. Julia ergreift die Flucht aus dem Zug, ohne sich von Benni zu verabschieden. Bei ihrer Freundin Katja heult sie sich erst einmal richtig aus, geht mit Johanns Kreditkarte shoppen und beschließt dann mit Hilfe vom Universum ihr Leben neu zu ordnen. Sie bewirbt sich als Journalistin bei dem Magazin Holiday Dreams. Nach ein paar Notlügen bekommt Julia den Job. Da trifft sie auf Benni – er ist ihr Fotograf! Anfangs versucht Julia ihm aus dem Weg zu gehen, aber Benni lässt nicht locker und verbringt viel Zeit mit Julia. Julia verliebt sich in ihn und sie schlafen miteinander. Als Benni jedoch anschließend verschwindet, ist Julia verwirrt und sauer. Sie sieht ihn tagelang bei der Arbeit in Begleitung einer hübschen Blondine. Als dann auch noch Johann und ihre Eltern in Hamburg auftauchen, ist Julia völlig verwirrt. Sie entscheidet sich gegen Johann, dieser reist alleine nach Freiburg zurück. Einige Tage später findet eine Betriebsfeier statt, zu der Julia ihren Freund Harald mitnimmt. Harald besitzt einen Friseurladen und ist schwul, Katja und Julia treffen sich häufig dort mit ihm und trinken ein Gläschen Holunderküsschen. Auf der Betriebsfeier erklärt Julias Chefin, dass ihr Sohn Benni und ihre Tochter, die hübsche Blondine, den Verlag übernehmen werden. Benni macht Julia anschließend eine Liebeserklärung.

## Personen
- Julia Zoe Löhmer – 29 Jahre alt, blaue Augen und Journalistin
- Katja Völkers – Julias beste Freundin, Architektin, schlank und laut Julia so schön wie Gwyneth Paltrow
- Benjamin Wagner – Fotograf, dunkle Augen und dunkle Haare, laut Julia wie ein griechischer Gott
- Manuel Harald Vögler – Friseur, schwul, pummelig und hysterisch, bester Freund von Julia

## Ausgaben
- Holunderküsschen. mvg Verlag, München 2012, ISBN 978-3-86882-290-8.